# Geburtshaus Nikolaus von Kues
Das Geburtshaus Nikolaus von Kues ist ein denkmalgeschütztes Gebäude am Nikolausufer 49 im Stadtteil Kues der rheinland-pfälzischen Stadt Bernkastel-Kues.

## Geschichte und Architektur
1401 wurde in dem Haus der deutsche Philosoph, Theologe und Mathematiker Nikolaus von Kues geboren.
Das Gebäude hat nicht mehr seine damalige Form. Es wurde im Jahre 1570 als Renaissancebau vollständig erneuert und über den Grundmauern des ursprünglichen Gebäudes erbaut. Dabei wurden im Stil spätgotischer Bürgerhäuser Walmdach, Zinnenkranz, Treppenturm sowie Erdgeschoss mit Tonnengewölben rekonstruiert.
Nachdem es bis 1681 dem Vermögen des St. Nikolaus-Hospitals zugehörte, gelangte es erneut in Privatbesitz. In den 1970er Jahren erwarb die Cusanus-Gesellschaft das bis dahin dem Verfall nahestehende Gebäude und sanierte es, wobei der 1570 entstandene Bau der Maßstab war.

## Aktuelle Nutzung
Aktuell ist es im Besitz der Stadt Bernkastel-Kues und wird durch die Cusanus-Gesellschaft als ständiges Museum und Veranstaltungsraum genutzt.